# 새문안교회

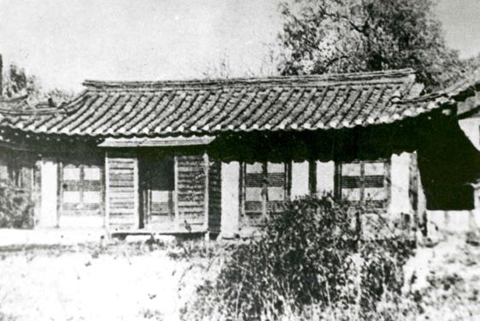
장로교 선교사 언더우드가 세운 새문안교회의 시작은 고아원이었다.

새문안교회는 한국 최초로 선교사가 세운 조직 교회로, 1887년 9월 27일 화요일 저녁, 서울 정동에 위치한 호러스 그랜트 언더우드 목사의 사랑채에서 언더우드 목사의 주재하에 한국인 세례교인 14인과 존 로스 목사가 참석한 가운데 첫 예배가 시작됐다. 이 예배에서는 백홍준, 서상륜이 장로로 추대되었는데, 이 일은 최초의 한국인 출신 장로 배출로 기록되고 있다.  

## 소개
대한민국 최초의 장로교 교단인 대한예수교장로회(통합) 소속으로 있고 기독교대한감리회의 정동제일교회와 함께 한국 땅의 어머니 교회로 불리고있으며 "다시 거룩한 교회로"를 표어로 삼아 사회 속에서 제역할을 감당하지 못 하고 있는 한국 교회의 회복을 목표하고 있다.
섬기는 사람으로는 이상학 7대 담임목사 외 교역자 40인, 원로장로 9인, 공로장로 31인, 시무장로 35인, 안수집사 123인, 권사 309인, 직원 27인 등이 있으며
교회의 위치는 서울특별시 종로구 새문안로 79였으나 건축으로 인하여 현재는 새문안로 3길 3에 위치한 언더우드교육관 (본당)과  세종대로 23길 47에 위치한 광화문빌딩을 임시 건물로 사용했으며 2019년 3월 27일부터 새성전에서 예배를 드리기 시작했다.
| 대수 | 임기                               | 이름                            | 비고                                       |
| ---- | ---------------------------------- | ------------------------------- | ------------------------------------------ |
| 1대  | 1887년 9월 27일 - 1916년           | 호러스 그랜트 언더우드 (원두우) | 1916년 10월 12일 소천                      |
| 임시 | 1916년 - 1920년                    | E. W. 쿤스 (군예빈)             |                                            |
| 2대  | 1920년 12월 26일 - 1941년 8월 30일 | 차재명                          | 1941년 일제의 탄압으로 사임                |
| 임시 | 1942년 1월 18일 - 1944년           | 박화선                          |                                            |
| 3대  | 1944년 2월 6일 - 1950년            | 김영주                          | 전쟁 중 납북 후 순교                       |
| 임시 | 1951년 12월 2일 - 1955년           | 강태국                          |                                            |
| 임시 | 1954년 - 1955년                    | 최화정                          |                                            |
| 4대  | 1955년 12월 1일 - 1979년           | 강신명                          | 1980년 원로목사 추대, 1985년 6월 22일 소천 |
| 임시 | 1980년 6월 1일 - 1981년            | 황인기                          |                                            |
| 5대  | 1981년 4월 25일 - 1998년           | 김동익                          | 1998년 숙환으로 소천                       |
| 6대  | 2000년 9월 17일 - 2016년           | 이수영                          | 2016년 정년 은퇴                           |
| 7대  | 2017년 9월 - 현재                  | 이상학                          |                                            |

## 역사

### 설립 초기
1885년 4월 5일 부활절, 장로교 선교사인 호러스 그랜트 언더우드 (원두우)가 감리교 선교사인 헨리 아펜젤러와 같이 조선에 도착하여 선교 활동을 시작하였다. 주일 예배는 그해 7월 2일부터 시작됐으며 1886년 5월 11일에는 연세대학교와 경신고등학교 전신이 되는 언더우드고아원을 설립하여 교육 사업을 시작하였다.
1887년 9월 27일 화요일 저녁, 서울 정동에 위치한 호러스 그랜트 언더우드 목사의 사랑채에서 언더우드 목사의 주재하에 한국인 서상륜 등 세례교인 14인과 존 로스 목사가 참석한 가운데 새문안교회로서의 첫 예배가 시작됐으며 이날 1명의 교인이 세례를 받았고 2명의 장로가 선출됨에 따라 한국 최초의 조직 교회가 되었다. 두 명의 장로에 대한 명확한 기록은 없으며, 사랑채의 위치는 지금의 예원학교 운동장 자리이고 초창기에는 정동교회, 서대문교회라는 명칭도 혼용으로 불리다가 1907년부터 새문안교회라는 이름만을 사용하게 되었다.

새문안교회 세번째 예배당

조선 말기 사회의 혼란과 더불어 1894년 동학 농민 운동, 1895년 청일전쟁 이후 교인이 급증하자 새 예배당을 신축하였고 이때부터 제한적으로나마 남녀가 같이 예배를 드리기 시작했다. 또한 1893년 곤당골 승동교회, 1894년 연못골 연동교회, 1896년 서교동교회, 1906년 노량진교회를 개척하였다. 당시 예배당의 위치는 지금의 경희궁과 서울역사박물관의 맞은 편에 위치한 한국씨티은행 서울 지점 자리이다.
1907년에 교회 위치를 지금의 장소로 이전하여 1910년 5월 29일 벽돌 교회당을 건축하였다.
1916년 10월 12일 호러스 그랜트 언더우드 초대 담임목사가 건강 악화로 인해 미국에서 소천하였으며, 시신은 1999년 5월 20일에 대한민국으로 옮겨져 양화진 서울외국인묘지공원에 안장되었다.

### 해방전
언더우드 목사의 후임으로는 경신학교의 교장인 에드윈 쿤스 (군병빈) 목사가 부임하여 강단에 서다가 1920년 12월 26일부터 차재명 목사가 2대 담임목사로 부임하게 되었다.
일제강점기의 상황 속에서 1930년대 초반까지만해도 교회로서의 사명을 잘 감당했으나, 1937년 중일 전쟁 이후로 차재명 담임목사가 전국순회 시국강연에 참여하여 일제의 침략전쟁을 옹호함을 시작으로 8월 1일 당회에서 이를 지지하는 내용을 결의하였고 1938년에는 교회 내에서 일본어 교육 실시 및 내선일체 현판을 걸었다. 1941년 4월 29일부터 4월 30일까지 장로교 총회는 새문안교회 예배당에서 장로회 여자신도대회를 개최하고 국민총력 조선예수교장로회 총회 연맹 여자부를 결성하였다. 첫날은 천장절 봉축식을 갖고 총회연맹 이사장 곽진근 목사의 시국강연을 들었으며 이틑날에도 시국강연회를 가졌는데, 유각경은 천장절을 당하여라는 강연을 하였고 곽진근은 신체제의 기독교인이라는 강연을 하였으며 일제 해군 대좌 구로키는 세계 대세와 우리 해군이라는 강연을 하였다.
우사 김규식은 언더우드고아원 출신으로 새문안교회의 장로였으며 도산 안창호는 언더우드고아원의 접장이었고 새문안교회의 창립자였던 서상륜의 동생 서경조 새문안교회 협동목사의 아들 서병호도 상해에 망명하여 독립운동에 참여하였다. 홍난파로 알려진 홍영후는 찬양대원으로 활동하였다.

### 해방과 한국전쟁
1944년김영주 목사가 3대 담임목사로 부임하였고 1945년 해방을 맞이하여 교회를 정비하기 시작하였다. 1948년부터 농촌계몽운동과 의료봉사를 실시하였다.
1949년 호러스 호톤 언더우드 (원한경) 목사의 사저에서 모윤숙 시인의 간담회 중 괴한이 난입하여 부인인 엘터 여사가 피살당해 소천하였다. 공산계 청년 경문수, 김동휘, 김석준, 배경환, 안석규, 장현수가 저지른 일로 원한경 목사는 이념 대립으로 인한 사회상을 한탄하며 범인들을 용서하고 선처를 호소하였다.
한국 전쟁이 발발하자 김영주 담임목사와 김규식 장로가 북한군에 의해 납북되었으며 북한 땅에서 소천하였다. 원한경 목사의 장남 원일한, 삼남 원재한, 사남 원득한은 해군 장교와 군목으로 전쟁에 참전하였다.
1951년 호러스 호톤 언더우드 목사가 소천하였다. 임시수도인 부산에서 남성여자중학교에 피란 교회가 세워졌고 강태국 임시목사가 부임하였다.

### 강신명 목사 재임기
1955년 강신명 목사가 4대 담임목사로 부임하였다. 1957년에 70주년 기념행사가 열렸고 곧이어 호러스 그랜트 언더우드 (원일한)과 방순원 장로를 선출하였다, 1958년부터 언더우드학술강좌가 열렸다.1967년 언더우드교육관을 건축하였고 1972년에는 왕손 이구의 설계로 새 교회당을 지었다.
1968년에는 새문안교회 대학생회가 창립되었다. 지금의 대학부는 군부 독재에 맞서 70년대에서 80년대 후반까지 민주화 운동에 적극적으로 참가하였다. 그러나 1979년 박정희 대통령의 국장에서는 찬양대가 내 목자는 사랑의 왕을 찬송하였으며 강신명 목사가 기도문을 낭독하였다.
1980년 강신명 목사가 원로목사로 추대됨에 따라 황인기 목사가 임시로 부임하였고, 9월에는 군산새문안교회를 개척하였다.

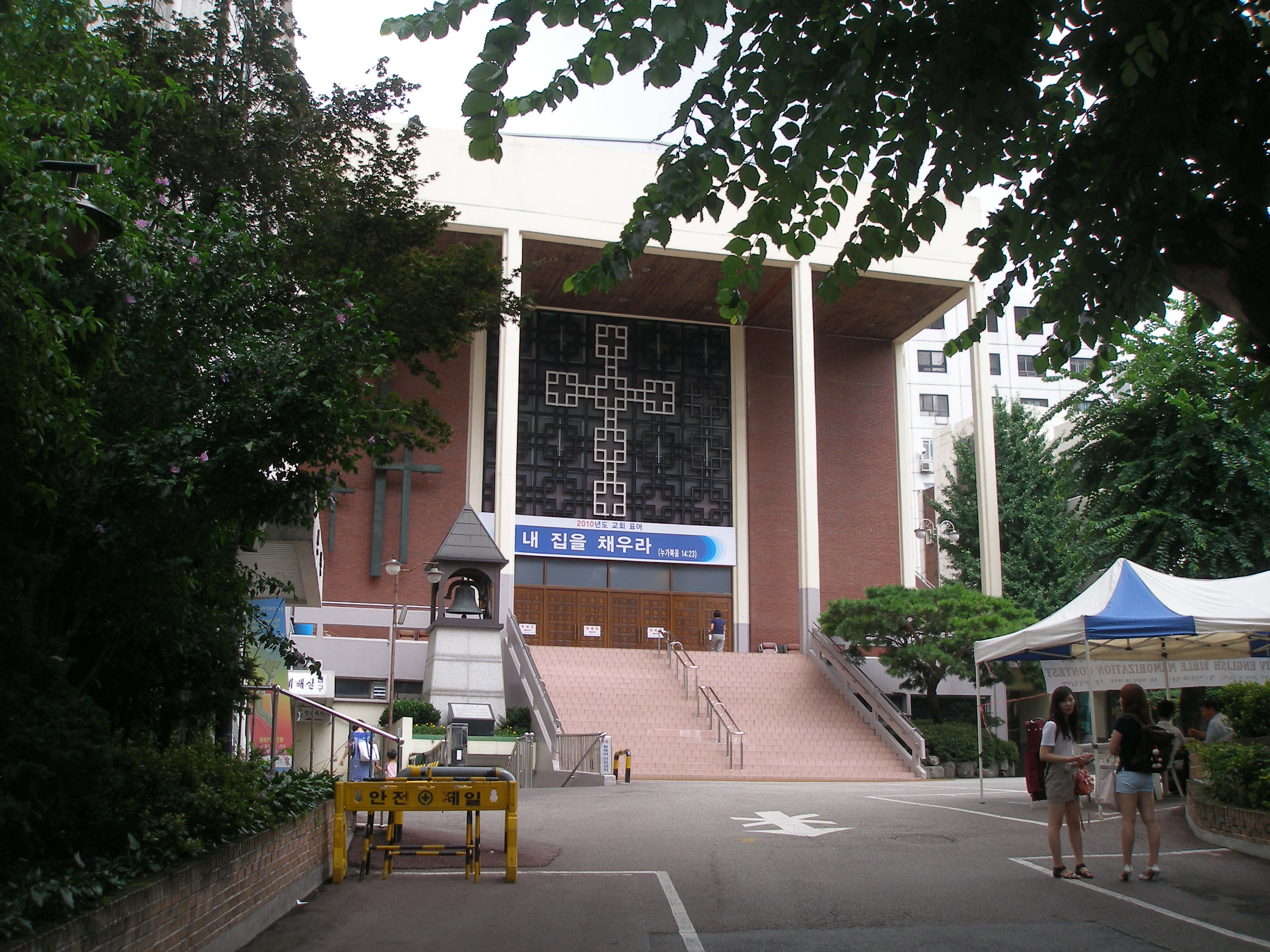
새문안교회 다섯번째 예배당

### 김동익 목사 재임기
1981년 4월 김동익 목사가 5대 담임목사로 부임하였다. 1982년부터 1996년까지 새창원교회, 고성 새문교회, 정읍 새정교회, 당진 새곡교회, 태국 람푼교회를 개척하였다.
1987년 9월 창립 100주년 기념회가 열렸으며 음악회가 이화여자대학교 강당에서 있었다. 1992년 7월, 사회복지법인 새문안교회 복지원이 설립되었다. 1997년에는 경기도 가평군 하면에 새문안교회 수양관을 준공하였다.
1997년 황경운 장로가 새문안교회 최초의 여성 장로로 장립되었다. 1998년 4월 1일 김동익 담임목사가 숙환으로 소천하였다.

### 이수영 목사 재임기
2000년 이수영 목사가 6대 담임목사로 부임하였고, 2003년에는 양해란 목사가 새문안교회 최초의 여성 목사로 부임하였다. 2005년에는 언더우드교육관을 헌당하였고, 2006년에는 종로종합사회복지관을 개관하였다.
2014년 7월부터 예배당 재건축을 위하여 예배 장소를 임시로 언더우드교육관과 광화문빌딩으로 이전하였고, 이후 예배당 건물 철거 공사를 실시하였다.
2016년 12월 28일 이수영 담임목사가 은퇴하였다.

## 같이 보기
- 광화문광장